# Pommier-de-Beaurepaire
Pommier-de-Beaurepaire ist eine französische Gemeinde mit 731 Einwohnern (Stand: 1. Januar 2022) im Département Isère in der Region Auvergne-Rhône-Alpes. Sie gehört zum Arrondissement Vienne und zum Kanton Roussillon. Die Einwohner werden Pommiérois genannt.

## Geographie
Die Gemeinde Pommier-de-Beaurepaire liegt am Fluss Suzon, der die östliche Gemeindegrenze markiert und an der Quelle des Flusses Dolon, etwa 23 Kilometer südöstlich von Vienne. Umgeben wird Pommier-de-Beaurepaire von den Nachbargemeinden Saint-Julien-de-l’Herms im Nordwesten und Norden, Bossieu im Nordosten, Faramans im Osten, Pajay im Südosten, Beaufort im Südosten und Süden, Saint-Barthélemy im Süden und Südwesten sowie Pisieu im Westen.

## Bevölkerungsentwicklung
| Jahr                       | 1962 | 1968 | 1975 | 1982 | 1990 | 1999 | 2011 | 2021 |
| Einwohner                  | 551  | 496  | 475  | 530  | 571  | 583  | 700  | 724  |
| Quellen: Cassini und INSEE |      |      |      |      |      |      |      |      |

## Sehenswürdigkeiten
- Kirche Saint-Jean-et-Saint-Romain aus dem 19. Jahrhundert
- Kapelle Notre-Dame de Tournin aus dem 16. Jahrhundert
- Häuser Ginet, Roux und Pellet aus dem 16. und 17. Jahrhundert